# Set-Top-Box

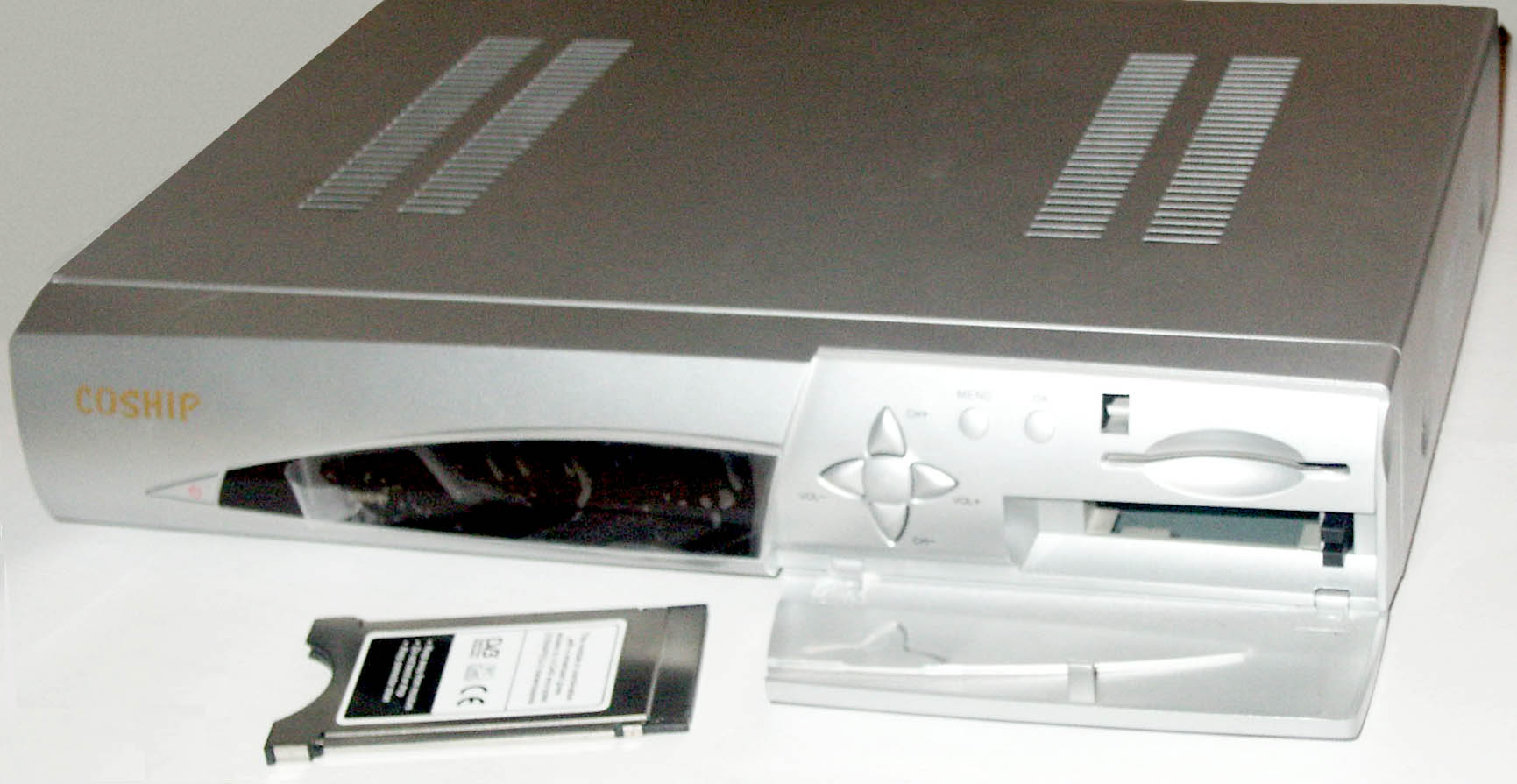
DVB-Receiver mit CI-Schacht (rechts) und Common Interface (links unten)

Als Set-Top-Box (abgekürzt STB, auch Beistellgerät genannt) wird in der Unterhaltungselektronik ein Gerät bezeichnet, das an ein anderes – meist ein Fernsehgerät – angeschlossen wird und damit dem Benutzer zusätzliche Nutzungsmöglichkeiten bietet.
Ursprünglich handelte es sich lediglich um Frequenzkonverter, die ein Antennensignal in den Empfangsbereich eines älteren Fernsehgerätes umsetzte und die auf das Fernsehgerät gestellt benutzt wurden.
Zusätzlich kann das Antennenkabel mit einem Video-Splicer verbunden werden, um das Eingangssignal auf mehrere Bildschirme aufzuteilen. Ein Video-Splicer hat eine Antennenanschlussbuchse aber je nach Bauart für den privaten Bereich meistens vier HDMI-Ausgänge, die gleichzeitig genutzt werden können, anders als bei einem einfachen Umschalter.
Es gibt grundsätzlich drei Arten von Beistellgeräten:   
1. Aktive, die dem Basisgerät Daten oder Funktionen liefern, ohne selbst von diesem eine Rückmeldung zu brauchen (z. B. Videospiele, DVD-Spieler).
2. Passive, die auf die Daten oder Fähigkeiten des Basisgerätes angewiesen sind, aber diesem selbst keine neuen Funktionen liefern (selten).
3. Bidirektionale, die sowohl aktive als auch passive Fähigkeiten aufweisen (z. B. alle Arten von Rekordern, da sie in der Regel auch Abspielgeräte sind).

Einige Arten von STBs kommunizieren auch untereinander und benötigen zumindest für einen Teil ihrer Funktionen das Basisgerät nicht (bspw. Aufzeichnung von separatem Satellitenreceiver).
Die wichtigsten über STBs bereitgestellten Fähigkeiten sind das Abspielen von Medien (VHS, DVD usw.), die ggf. interaktiv sind (Spielkonsolen), das Aufzeichnen empfangener Daten und der Programmempfang über alternative Übertragungswege (Satellit, Internet) oder alternative Übertragungsverfahren (digital, verschlüsselt). Viele anfangs nur von STBs bereitgestellte Funktionen – insbesondere aktive – werden später (oft nur optional) auch direkt in die Hauptgeräte integriert. So gibt es Fernseher mit integrierten VHS- oder DVD-Laufwerken oder DVB-Empfangsteil(en).
Eher seltene STBs sind solche, die Daten von Wetterstationen empfangen und grafisch aufbereiten, oder solche, die einen zumindest grundlegenden Internetzugang über das Fernsehgerät bereitstellen. Auch externe Werbefilter und Heimautomationskontrollen gibt es. Andere, z. B. Teletext-Dekoder oder UHF-Konverter, sind heute ausgestorben.

## Produkte und Hersteller
Eine Auswahl von aktuellen und ehemaligen Herstellern (alphabetisch):
- Amazon
- Dream Service
- Humax
- Nokia
- Vu+

Eine Auswahl von erhältlichen und ehemaligen Set-Top-Boxen (alphabetisch):
- Amazon Fire TV
- Apple TV
- d-box und der Nachfolger d-box2
- Dreambox
- Horizon
- Mediabox der Multimedia-Betriebsgesellschaft (MMBG)
- Nvidia Shield TV
- ReelBox
- Roku Player
- TiVo-PVR (nur in den USA und Großbritannien)
- Verschiedene Spielekonsolen von Microsoft, Nintendo, Sony oder Sega.
- Xiaomi Mi Box S

## Verbindung
Es gibt verschiedene Arten von Schnittstellen, um STBs mit Fernsehgeräten und Rekordern zu verbinden. Ein klassisches universelles Verfahren ist die Verwendung eines UHF-Modulators, der einen eigenen TV-Kanal generiert, der über ein koaxiales Antennenkabel übertragen wird. In Europa wurde die französische SCART-Verbindung der wichtigste analoge Stecker- und Protokolltyp, aber auch S-Video hatte große Bedeutung. Toneingänge und -ausgänge werden häufig auch als Cinch-Buchsen bzw. -Stecker ausgeführt. Zusätzlich gibt es oft S/PDIF-Ausgänge zur digitalen Audioübertragung. Zur digitalen Bild- und Datenübertragung setzt die Industrie auf DVI, Firewire (auch bekannt als i.Link oder IEEE 1394), Ethernet, SDI, HD-SDI und HDMI, letztere fünf Standards bieten auch embedded Audio. Im Endverbraucherbereich ist heute HDMI die am weitesten verbreitete Schnittstelle.

## Entwicklungspfad
Eine oder mehrere Set-Top-Boxen dienen klassisch dazu, ein teureres Gerät wie etwa einen Fernseher, nachträglich  mit fehlenden Funktionen aufzurüsten, so dass die Neuanschaffung hinausgezögert werden kann. Da jede zusätzliche Set-Top-Box das Zusammenspiel für den Benutzer komplexer macht, ist die häufigste Funktion von Set-Top-Boxen, den natürlichen Entwicklungspfad in das Hauptgerät zu integrieren. Zum Beispiel besitzen heutige Fernseher viele Funktionen, die vor einigen Jahren mehrere Set-Top-Boxen erforderlich gemacht haben. Der Benutzer profitiert hierbei nicht nur davon, dass er alles mit einer Fernbedienung, einer Statusanzeige und über ein Menü bedienen kann, sondern auch davon, dass Modiwechsel verringert werden und er nur ein Gerät einstellen muss.

## Vor- und Nachteile und Änderungen(im Vergleich zu einem Neu-Gerät, welches alles in einem Gehäuse hat)
Beim Betrieb von Set-Top-Boxen zum Fernsehempfang (Digitalreceiver, Satellitenreceiver) an herkömmlichen Fernsehgeräten, Video- und DVD-Rekordern mit Antennenfernsehen-Empfangsteil gibt es einige Einschränkungen:
- Grundsätzlich benötigt man zur Steuerung eines steuerbaren Gerätes auch eine zusätzliche Fernbedienung. Über Universalfernbedienungen lassen sich zwar nach entsprechender Konfiguration die meisten Grundfunktionen der Geräte steuern, spezielle Bedienschritte erfordern aber meist weiterhin die Fernbedienung des jeweiligen Gerätes. Falls HDMI-CEC auf den verbundenen Geräten implementiert ist, kann unter Umständen ebenfalls auf eine weitere Fernbedienung verzichtet werden.
- Herkömmliche Videorekorder und Set-Top-Box müssen unabhängig voneinander bedient oder programmiert werden.
- Fernseher, die auf die Zuspielung von Receiver-Set-Top-Boxen angewiesen sind, werden zu einstellbaren Monitoren. Spezialfunktionen wie Kanalvorschau und erweiterte Teletext-Funktionen werden von den Möglichkeiten des jeweiligen Empfangsgerätes abgelöst.
- Benutzer älterer Fernsehgeräte, die ohne oder mit schlechtem Teletext ausgerüstet sind, können jedoch verhältnismäßig preiswert einen Mehrwert an Informationen erfahren, sofern Teletext im DVB-Empfänger integriert ist.
- Die Mobilität von portablen Geräten ist eingeschränkt, wenn zusätzlich eine Set-Top-Box mitgenommen werden muss.

Diese funktionale Aufteilung ist darauf zurückzuführen, dass ältere Fernsehgeräte zu Beginn der Digitalisierung nur analoge Empfangsteile besaßen und nicht für den DVB-Empfang vorbereitet waren. Im Zuge der generellen Umstellung auf DVB (die analoge PAL-Technik existierte beim Satellitenfernsehen in Deutschland bis 30. April 2012) werden mittlerweile alle Fernsehgeräte mit integrierten DVB-Empfangsteilen angeboten; für die Aufnahme von DVB-Sendungen stehen Festplattenrekorder mit DVB-Empfangsteil zur Verfügung.